# Myrmecia forficata

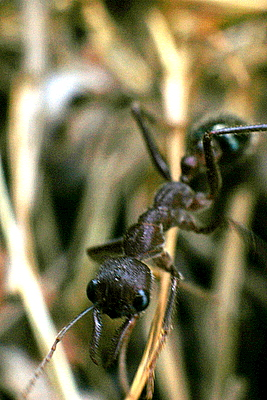
Муравей Myrmecia forficata

Myrmecia forficata (лат.) (англ. Bulldog Ant) — вид примитивных муравьёв-бульдогов Австралии.

## Распространение
Распространён на юге Австралии — в штате Виктория и на острове Тасмания.

## Описание
Длина рабочих муравьёв составляет 15—21 мм, самок — 19—23, самцов — 17—19 мм тело коричневое, клипеус и ноги красноватые, брюшко и постпетиоль чёрные с металлическим синевато-зелёным блеском. Усики состоят из 12 члеников. Мандибулы длинные и прямые с многочисленными зубчиками (их 12 или 13), из которых самые длинные и широкие третий, пятый, седьмой и десятый. Глаза крупные. Голова покрыта тонкими продольными бороздками, которые кзади расходятся; обычно у затылка несколько поперечных бороздок. Пронотум, мезонотум и эпинотум с поперечными бороздами. Голова почти такой же ширины, что и длина. Скапус выходит за пределы затылочного края головы примерно на одну шестую своей длины. Первый членик жгутика усика на одну пятую короче, чем второй членик и на одну четвёртую часть длиннее, чем третий членик. Грудь примерно в 2,75 раза длиннее своей ширины; пронотум на одну четверть шире своей длины, мезонотум имеет примерно одинаковую длину и ширину, мезо-эпинотальное вдавление глубокое и широкое, эпинотум почти на одну треть длиннее своей ширины. Тело покрыто короткими отстоящими волосками жёлтоватого цвета; они сравнительно более длинные и обильные на брюшке и узелках стебелька; короткие и полуотстоящие на ногах и очень короткие и прижатые на скапусе усиков.